# Dassault Super Mystère
El Dassault Super Mystère ("super misterio" en francés) fue un cazabombardero monomotor a reacción fabricado por la compañía francesa Dassault durante la segunda mitad de los años 50 a partir del Dassault MD 454 Mystère IV. Además de en el Armée de l'air, el Super Mystère también formó parte de la Fuerza Aérea Israelí y la Fuerza Aérea Hondureña.

## Historia y desarrollo

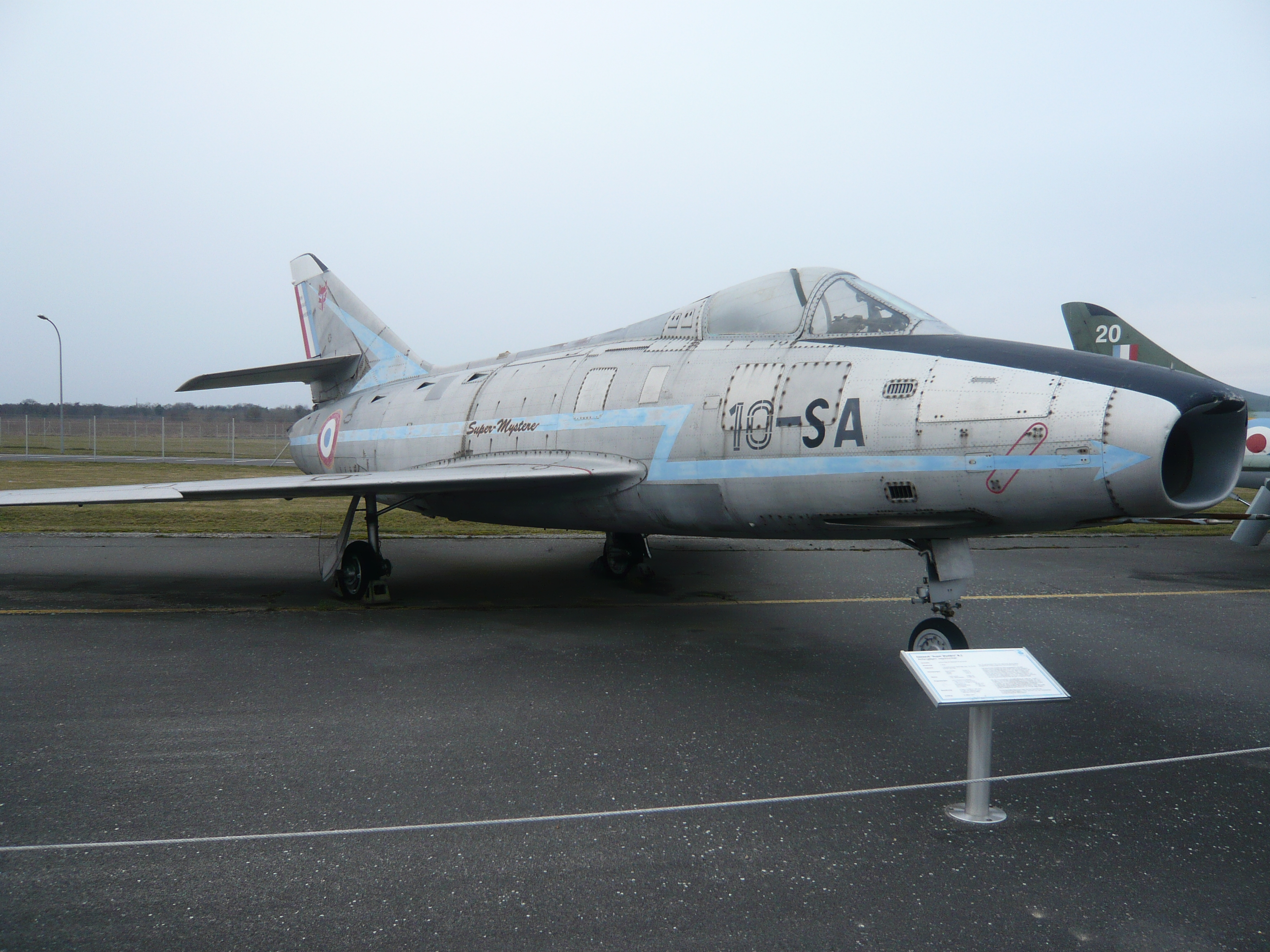
Ejemplar del Super Mystere.

Dos años después de ser liberado del campo de concentración de Buchenwald, Marcel Dassault (antes Marcel Bloch) comenzó a diseñar cazas a reacción. El primer diseño fue el Dassault MD 450 Ouragan de ala recta, a partir del cual desarrolló el Dassault MD 452, modelo de ala en flecha, más tarde denominado Mystère (Misterio), que realizó su primer vuelo el 23 de febrero de 1951. El prototipo de este caza recibió la denominación Mystère I; en los dos años siguientes se construyeron otros ocho prototipos: dos Mystère I, dos Mystère IIA y cuatro Mystère IIB. Como en el caso del Ouragan, el prototipo original llevaba un motor Rolls-Royce Nene , pero los ocho prototipos restantes fueron equipados con Rolls-Royce Tay fabricados por Hispano.
A estos prototipos siguieron once ejemplares de preserie del Mystère IIC, que introdujeron el turborreactor francés SNECMA Atar 101 de 3.000 kg de empuje y prepararon el camino para la serie Mystère IIC. A partir de la serie Mystère II se desarrolló el prototipo del Mystére IV (en un principio denominado Super Mystère) cuya diferencia con los anteriores estribaba en un ala más estrecha y aflechada, un fuselaje más largo de sección oval, superficies de cola modificadas y un motor Rolls-Royce Tay construido por Hispano. Después de este modelo, que voló por primera vez el 28 de septiembre de 1952, la compañía realizó una preserie de nueve ejemplares del Mystère IV A, que después de extensas evaluaciones, resultaron en una serie de 480 aviones. Los primeros 50 estaban equipados con motor Tay, mientras que el resto era propulsado por el Hispano-Suiza Verdon 350. Algunos ejemplares entraron en servicio con la Armee de l´Air en 1955 y otros fueron exportados a la India e Israel. A principios de 1982, unos pocos Mystère IV A todavía permanecían en el servicio francés, en misiones de entrenamiento operacional. Como ocurriera con el Ouragan, algunos ejemplares del Mystère IV A fueron pilotados por el equipo acrobático Patrouille de France .

## Historia operacional

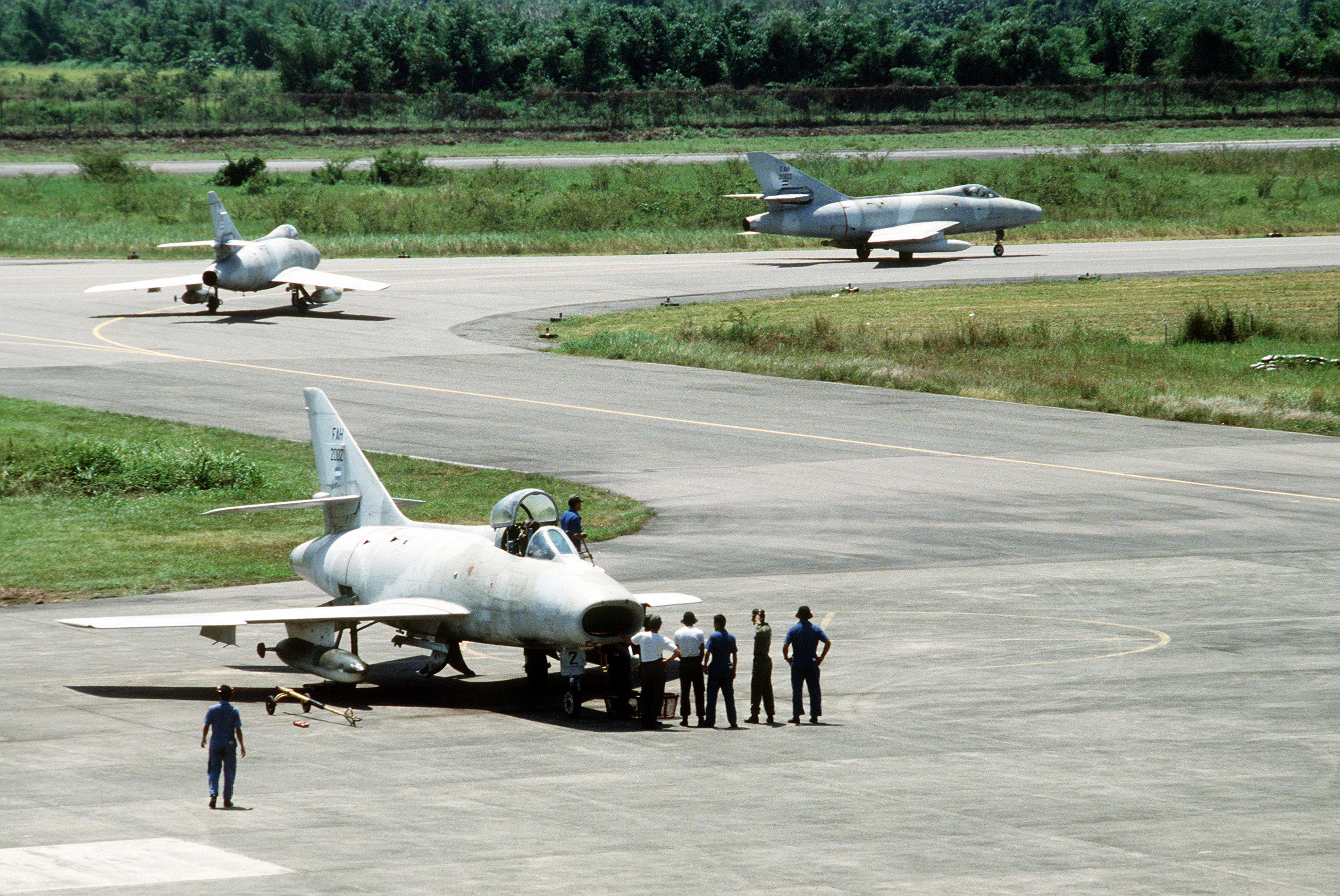
Unos Super Mystère haciendo un rodaje mientras otro es visto por una multitud

El Super Mystère sirvió con el Armée de l'air hasta el año 1977. Además, 36 unidades fueron vendidas a la Fuerza Aérea Israelí en el año 1958. Estas aeronaves entraron en combate en la Guerra de los Seis Días en 1967 y en la guerra de Yom Kipur en 1973. El Super Mystère era un avión bien apreciado entre los pilotos israelíes, y fueron un duro contrincante para los MiG-19 árabes en el combate aire-aire.
En 1975, Israel vendió 12 aeronaves y 6 aviones para repuestos a Honduras. Las aeronaves estuvieron envueltas en numerosos conflictos fronterizos con Nicaragua. En 1996 fueron retiradas del servicio. Todas las aeronaves de la Fuerza Aérea Hondureña fueron equipadas con motores Pratt & Whitney J52-P-8A, esto debido a una actualización hecha a las aeronaves por parte de la Fuerza Aérea Israelí antes de ser vendidas a Honduras. Unos de ellos esta en exhibición en el parque aeronáutico de la Fundación Museo del Aire de Honduras (FMAH), los once restantes están almacenados en la Base Aérea Hector Caraccioli Moncada, en La Ceiba.

## Usuarios

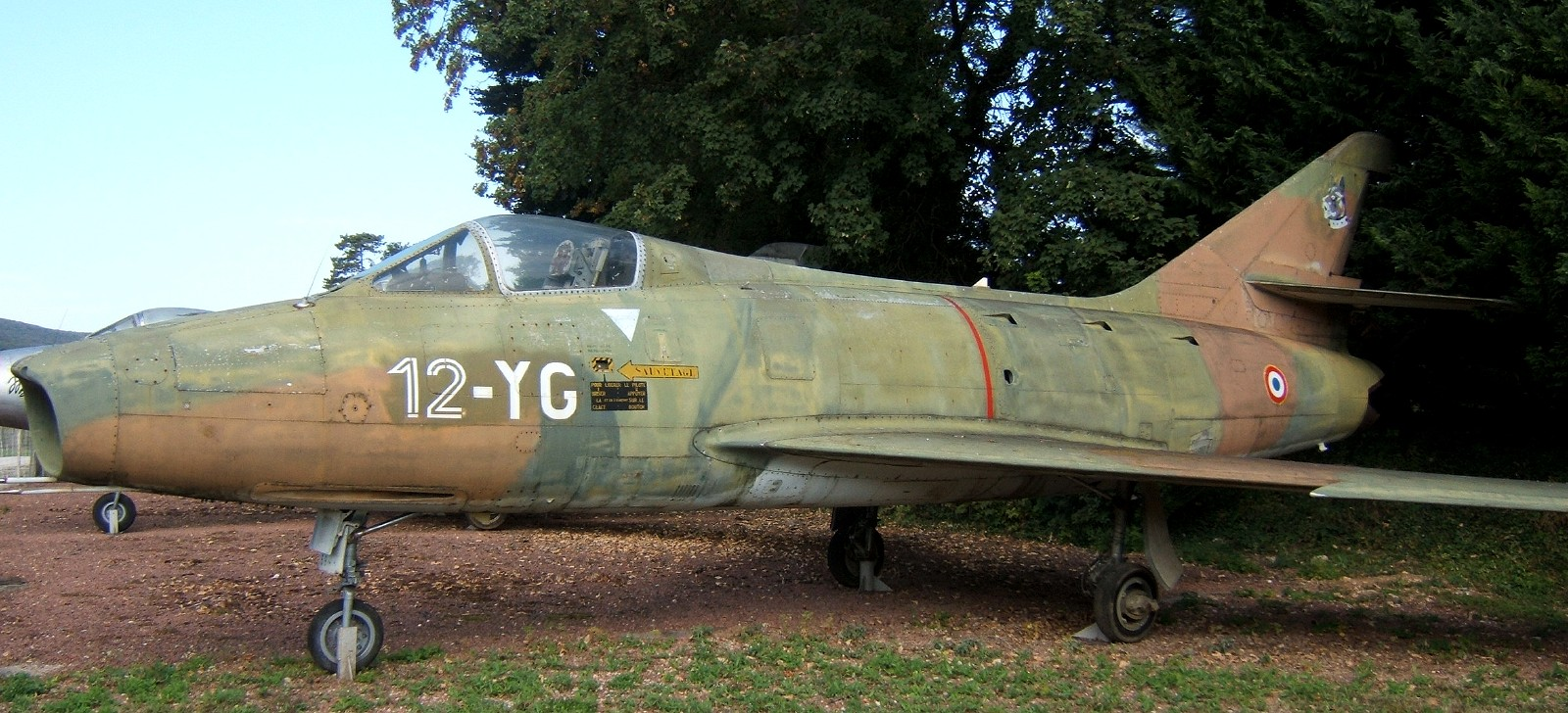
Super Mystère B.2 de la Armée de l'air.

Francia
- Armée de l'air

 Honduras
- Fuerza Aérea Hondureña

 Israel
- Fuerza Aérea Israelí

### Desarrollos relacionados
- Dassault MD 450 Ouragan (1952)
- Dassault MD 451 Mystère I (Prototipo)
- Dassault MD 452 Mystère II (1954)
- Dassault MD 453 Mystère III (Prototipo)
- Dassault MD 454 Mystère IV (1955)
- Dassault Super Mystère (1958)

### Aeronaves similares
- Mikoyan-Gurevich MiG-19
- North American F-100 Super Sabre